# Walter Jankuhn

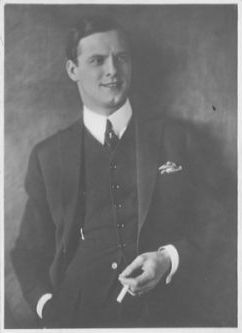
Walter Jankuhn

Walter Gustav Jankuhn (* 14. Juli 1888 in Braunsberg; † 11. Mai 1953 in Berlin) gehörte zu den bekannten Operettentenören Berlins der 1920er und 1930er Jahre.

## Leben
Walter Jankuhn hatte nach einer Ausbildung als Sänger diverse Engagements am Mellini-Theater in Hannover, sang und spielte dann auch an Berliner Bühnen. In dem 1892 errichteten Neuen Theater am Schiffbauerdamm übernahm 1911 Max Monti die Leitung des Schauspieltheaters und überführte das Haus in ein Operettentheater.
Schon in der ersten Spielzeit brachte Monti eine erfolgreiche Uraufführung heraus: Im Februar 1912 hatte Der liebe Augustin von Leo Fall Premiere. In der gelungenen Inszenierung spielte Fritzi Massary die weibliche, Walter Jankuhn die männliche Hauptrolle. Es kam zu Aufnahmen auf Tonwalzen bei Edison mit Auszügen aus dieser Operette, wobei es sich um das Duett, das Walzerlied Wo steht denn das geschrieben?, gesungen mit Mizzi Geissler als Partnerin, handelte.
Darüber hinaus hatte Walter Jankuhn 1912 ein Engagement in Hamburg am Neuen Operettentheater in einer Produktion Was kost’ Hamburg. Ein Photo zeigt ihn als Hahn im Korb inmitten von zehn Damen, die in der zu dieser Zeit üblichen Badebekleidung zu sehen sind. Der sinnige Spruch „In diesem Freibad ist das Baden bei Strafe verboten“ schmückt das Bühnenbild rechts oben. Zu diesem Zeitpunkt war Walter Jankuhn offenbar ein gut aussehender Mann und schon ein gefragter Operettentenor.

### Die Weimarer Republik
Königin unter den Operettenstars war Fritzi Massary, mit der Walter Jankuhn mehrfach zusammenarbeitete. Ihre glanzvolle Karriere hatte vor dem Ersten Weltkrieg am Berliner Metropol-Theater begonnen. „Zwischen ihr, die blutjung im wilhelminischen Berlin auftauchte und als Frau die Nachrevolutionäre Ära bezauberte, und dem deutschen Publikum bestand eine zwei Jahrzehnte lange Liebesaffäre“, schrieb Fritz Kortner in seinem Rückblick Aller Tage Abend.
In der Zeit der beginnenden Inflation 1922 kam es am Berliner Theater am 9. September 1922 zur Premiere der Operette Madame Pompadour mit Fritzi Massary in der Hauptrolle. Das Thema der Kokotte blieb anhaltend interessant für das Operettengenre. Der bewährte Leo Fall hatte die Musik für eine Handlung geschrieben, die sich diesmal nicht um eine moderne Kokotte drehte, sondern um eine historische.
Walter Jankuhn machte bei der Wiederaufnahme der Madame Pompadour, Premiere am 23. Dezember 1927, an der Seite der Massary im Großen Schauspielhaus und bei einer Verfilmung im Jahre 1930 noch enge Bekanntschaft mit diesem Stoff. Die von Erik Charell revuemäßig überarbeitete Fassung der Pompadour war ein großer Erfolg für das Haus und die Protagonisten der Aufführung, also auch für Walter Jankuhn.
Die Presse hatte bei der Pompadour-Aufführung noch gejubelt, hauptsächlich natürlich wegen der Massary. Dennoch war ihr Zenit erreicht, wenn nicht überschritten. Das von ihr verkörperte Frauenbild, changierend zwischen Kokotte und Grande Dame, stand zunehmend in Kontrast mit einem dem Zeitgeist eher entsprechenden androgynen Frauentypus, der auf Gleichberechtigung und Berufstätigkeit zielte.
Erik Charell ließ die Handlung der Lustigen Witwe für die Massary umbauen und die Gesangstexte ändern. Premiere war am 25. Dezember 1928 unter den Partnern der Massary: Walter Jankuhn. Es folgten 1929 Platteneinspielungen der Lustigen Witwe sowohl in der Besetzung Fritzi Massary und Walter Jankuhn als auch Walter Jankuhn und Uschi Elleot.

### Erste Filmrollen
Hatte der Film in seiner Anfangszeit ein noch etwas anrüchiges Image, so zog es im Laufe der 1920er Jahre immer mehr ‚seriöse’ Schauspieler in dieses Metier. Mit der Einführung des Tonfilms zog es dann auch die Protagonisten der singenden Schauspielkunst zum Film, wo mehr Geld verdient werden konnte.
Walter Jankuhn spielte 1928 in einer Stummfilmproduktion an der Seite der Stummfilmdiva Henny Porten die Hauptrolle des Harald von Lindenberg in dem Film Lotte. Produzent und Regisseur des Filmes war Carl Froelich. In weiteren Rollen waren u. a. Adele Sandrock und Elsa Wagner zu sehen.
1929 bekam Walter Jankuhn eine Hauptrolle in dem ersten Tonfilm, der gänzlich in einem deutschen Atelier gedreht und produziert wurde. Er spielte und sang als Otto Raney in dem Film Dich hab’ ich geliebt (Premiere am 22. November 1929), der an der Kasse erfolgreich war und sogar bis in die USA exportiert wurde. In der Regie von Hans Conradi spielten neben Walter Jankuhn bekannte Schauspieler wie Hans Stüwe, Karl Platen, Trude Berliner und Hans Mierendorff. Ebenso erfolgreich war er mit dem gleichnamigen von Eduard May und Bruno Balz komponierten Schlager Dich hab’ ich geliebt, der im Jahr 1929 ein Hit war.

## Im weißen Rößl
1930 brachte Erik Charell im Großen Schauspielhaus die Inszenierung Im weißen Rößl heraus. Das von Oskar Blumenthal und Gustav Kadelburg geschriebene Stück war um die Jahrhundertwende ein Heiterkeitserfolg beim Publikum und seither in Vergessenheit geraten. Die Geschichte vom verliebten Oberkellner, der die widerspenstige Wirtin zähmt und zur Liebe zwingt, war auch eine Hymne auf Österreich und die gute alte Kaiserzeit.
Das Stück wurde von Charell einer radikalen Verjüngungskur unterzogen. Autoren und Komponisten wurden zusammengetrommelt und gingen in fieberhafter Eile ans Werk, um das angestaubte Original bis zum herbstlichen Theaterbeginn in eine flotte Singspielrevue zu verwandeln. Robert Gilbert, der Sohn des Operettenkomponisten Jean Gilbert, reimte die Gesangstexte. Ralph Benatzky übernahm die kompositorische Gesamtleitung und schrieb mehrere Musiknummern, darunter den schmissigen Titelschlager. Er hatte Helfer und Zulieferer. Eduard Künneke instrumentierte die Chöre, Bruno Granichstädten steuerte Zuschaun kann i net’ bei, Robert Stolz brachte Die ganze Welt ist himmelblau und Mein Liebeslied muss ein Walzer sein in das Gemeinschaftswerk ein. Interpret der letzten beiden Schlager war Walter Jankuhn.
Der Bühnenbildner Ernst Stern hatte die saftigen grünen Wälder von St. Wolfgang ins Große Schauspielhaus verpflanzt und den schmucken Fachwerkbau des Seegasthofes Zum Weißen Rössl auf die Bretter gestellt. Camilla Spira spielte die Wirtin Josepha Vogelhuber, die nach mancherlei Irrungen und Wirrungen ihrem verliebten Zahlkellner Leopold alias Max Hansen ans treue Herz sank. Siegfried Arno als der schöne Sigismund, Otto Wallburg als blubbernder und unzufriedener Gast, Paul Hörbiger als der alte österreichische Kaiser höchst selbst sowie Walter Jankuhn als Dr. Siedler, Trude Lieske und Gustl Stark-Gstettenbauer waren die Akteure dieser Aufführung.

## Weitere Filmrollen
1930 kam es dann zur Verfilmung der Geschichte der Madame Pompadour, mit Anny Ahlers in der Rolle der Pompadour und neuer Musik von Eduard Künneke, Robert Stolz und Rudolf Nelson. Walter Jankuhn als Gaston de Meville, Wilhelm Bendow als Melange, Max Ehrlich als Hofbankler Cerf und Kurt Gerron als Ludwig XV. spielten in weiteren Rollen unter der Regie von Willi Wolff. Im Zeichen des aufkommenden Tonfilms wurden die Kinoleinwände von einer Flut dieser übermütigen und pompösen Operetten- und Musikspielfilmen überschwemmt.
In einer der zahlreichen Filmproduktionen von 1930 spielte Walter Jankuhn an der Seite von Maria Matray die Hauptrolle in dem Film Stürmisch die Nacht, der in Hamburg abgedreht wurde. Regie führte Curt Blachnitzky. Walter Jankuhn spielte in der Hauptrolle den in Schmugglergeschäfte verwickelten Makler Brandt, der sich in die Tochter des Polizeimaats Peters verliebte. Er ist für seine schöne Stimme bekannt und sein Lieblingslied ist Du nur allein bist das Glück.

## Politische Situation
Immer häufiger besuchten organisierte Störtrupps der Nazis die Vorstellungen der Theater und pfiffen und brüllten jüdische Künstler und Schauspieler mit „Juden raus!“ nieder. Zwischen die am Bühneneingang Wartenden wurden politische Klaquöre postiert, die im Takt zu rufen hatten: „Wir wollen auf einer deutschen Bühne keine Juden sehen!!“ Spätestens jetzt wussten Fritzi Massary und ihre jüdischen Kollegen, dass ein Verweilen in Deutschland wohl kaum möglich sein würde.
Im November 1932 wurde im Kurfürstendamm-Theater Berlin die Glückliche Reise von Eduard Künneke herausgebracht. Es sollte nach einer Reihe von schwächeren Werken des Komponisten sein zweiter großer Erfolg (nach dem Vetter von Dingsda) werden. Lizzi Waldmüller hieß die mitreißend temperamentvolle Soubrette, Leo Peukert der Regisseur. Nach der Machtübernahme der Nationalsozialisten wurde das Theater geschlossen, so dass der Erfolg nicht wirklich ausgekostet werden konnte. Walter Jankuhn landete mit einem Tango aus der Operette Glückliche Reise aber noch einen großen Hit.

## Drittes Reich
Während des Jahres 1933 wurde der jüdische Teil der Operettenszene in die Emigration getrieben oder mit Berufsverbot belegt. Die nicht-„arischen“ Komponisten Paul Abraham, Eysler, Kálmán, Oscar Straus, Leo Ascher, Granichstädten und Gilbert mussten das Land verlassen und ihre Werke durften nicht mehr gespielt werden. Dieses Verbot galt selbst für den schon 10 Jahre lang toten Leo Fall. Was an Operette da noch blieb, war nicht mehr allzu viel.
1934 erhielt Walter Jankuhn nochmals eine Rolle in einem Spielfilm. Mit Adele Sandrock, Erik Ode und Georg Alexander spielte er in dem Film Zigeunerblut unter dem Regisseur Charles Klein. Der Film wurde aber in der Kritik als ziemlich überholte Story verrissen, wo bewährte Darsteller nur von ihrer schon bekannten wirksamsten Seite gezeigt wurden. Auch in den vorhergehenden Filmen kommt Walter Jankuhn vor allem bei der Beurteilung seiner sängerischen Fähigkeiten gut weg, während seine rein darstellerischen Fähigkeiten eher kritisch gesehen wurden. Aus diesen Gründen kam es wohl auch, was den Film betraf, zu keinen weiteren Engagements.
In der Folgezeit war Walter Jankuhn wieder vornehmlich auf der Bühne zu sehen. Im September 1937 ließ man im Admiralspalast die Operettenseligkeit hinter sich. Revueoperette war die richtige Bezeichnung für die Novität des Hauses. Der Sänger Robert Dorsay hatte sich entschlossen, dem Althergebrachten etwas entgegenzusetzen, etwas, das den eigenen Vorstellungen entsprach. Also schrieb Dorsay zusammen mit dem Komponisten Viktor Corzilius, der als Librettist unter seinem bürgerlichen Namen Walter M.(aria) Espe firmierte, eine eigene Operette. Aus einem amüsanten, abwechslungsreichen Textbuch und einer quirligen, teilweise bedenklich schrägen Musik wurde die Revueoperette Heut bin ich verliebt. Den Titelschlager, Komm tanz mit mir Swingtime, sang Robert Dorsay. Unter den Akteuren dieses Stückes war Walter Jankuhn.
Walter Jankuhn überstand Nazideutschland und den Krieg. Über seine berufliche Karriere in den 1940er Jahren liegen augenblicklich keine Informationen vor. Er lebte in der Münchener Straße im Bayerischen Viertel in Berlin-Schöneberg, wo er 1953 starb.